# Фреза фасонна

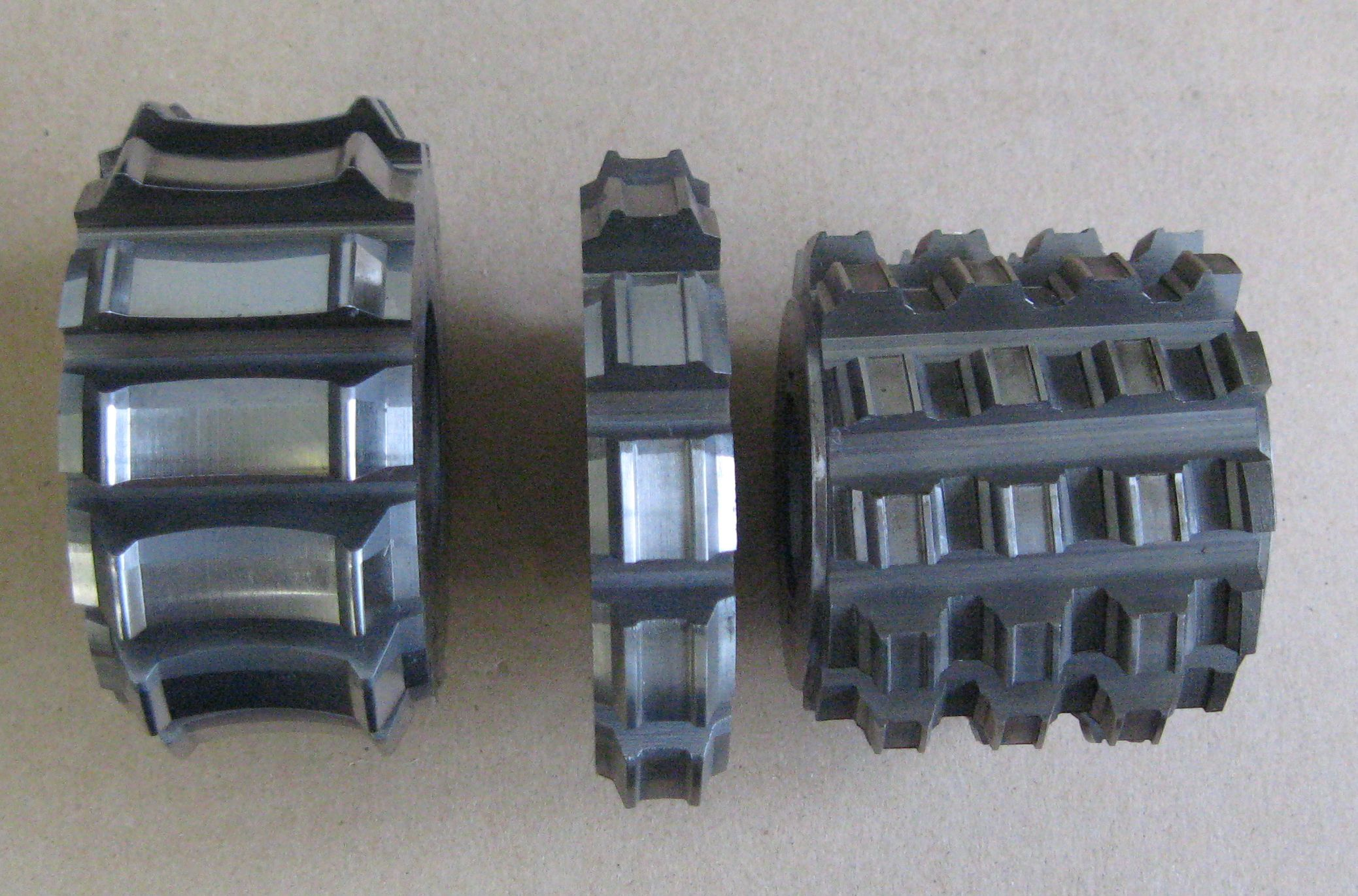
Фасонні фрези для фрезерування шліцьових пазів

Фреза фасонна — це фреза, що має фасонну різальну кромку й використовується для обробки криволінійного профілю, що повторює форму її різальної кромки.

## Типи фасонних фрез
Розрізняють такі типи фасонних фрез:
- Дискові
- Пальцеві — фрези, вісь яких є віссю симетрії їх фасонного профілю
- Алмазні — використовуються для обробки натурального та штучного каменю (граніт, мармур, пісковик, керамограніт). В основному фасонні алмазні фрези застосовують для надання кромці каменя певного вигляду (профілю).

## Затилування
Особливістю фасонних фрез є те, що їх зубці мають затилований профіль з величиною затилування K, передня поверхня таких фрез для спрощення виготовлення та загострення, має передній кут γ=0, для окремих типів чорнових фасонних фрез кут γ=5..10°.

Затилування забезпечує постійний профіль фрези у радіальному перерізі при її перезагостреннях по передній поверхні, а також мінімальну зміну діаметра фрези та висоти зуба фрези, що дає можливість і новим перезагостреним інструментам забезпечити при обробці одні і ті ж розміри деталі.

Особливості затилування. Затилування задньої поверхні фрези здійснюється у наслідок рівномірного обертального руху фрези та рівномірного зворотно-поступального руху затилувального різця.

Затилування найчастіше виконують за спіраллю Архімеду. Розміри спіралі Архімеду необхідно прив'язати до розмірів фрези яка затилується.

Одинарне затилування виконується у тих випадках коли задня поверхня фрези не шліфується по профілю, це спрощує виготовлення фрези, але зменшуж період її стійкості. Для фасонних фрез із шліфованим профілем виконують подвійне затилування. Профіль зубу шліфується на 2 третини його ширини. Подвійне затилування K1 забезпечує місце на вихід шліфувального кругу при зворотному ході.

## Виробники фасонних фрез
- Алмазний інструмент GranitLion — Львівський виробник алмазного інструмента: фасонні фрези, торцеві фрези, алмазні полірувальні круги, фікерти, калібратори, пальчикові фрези.